# Baldock

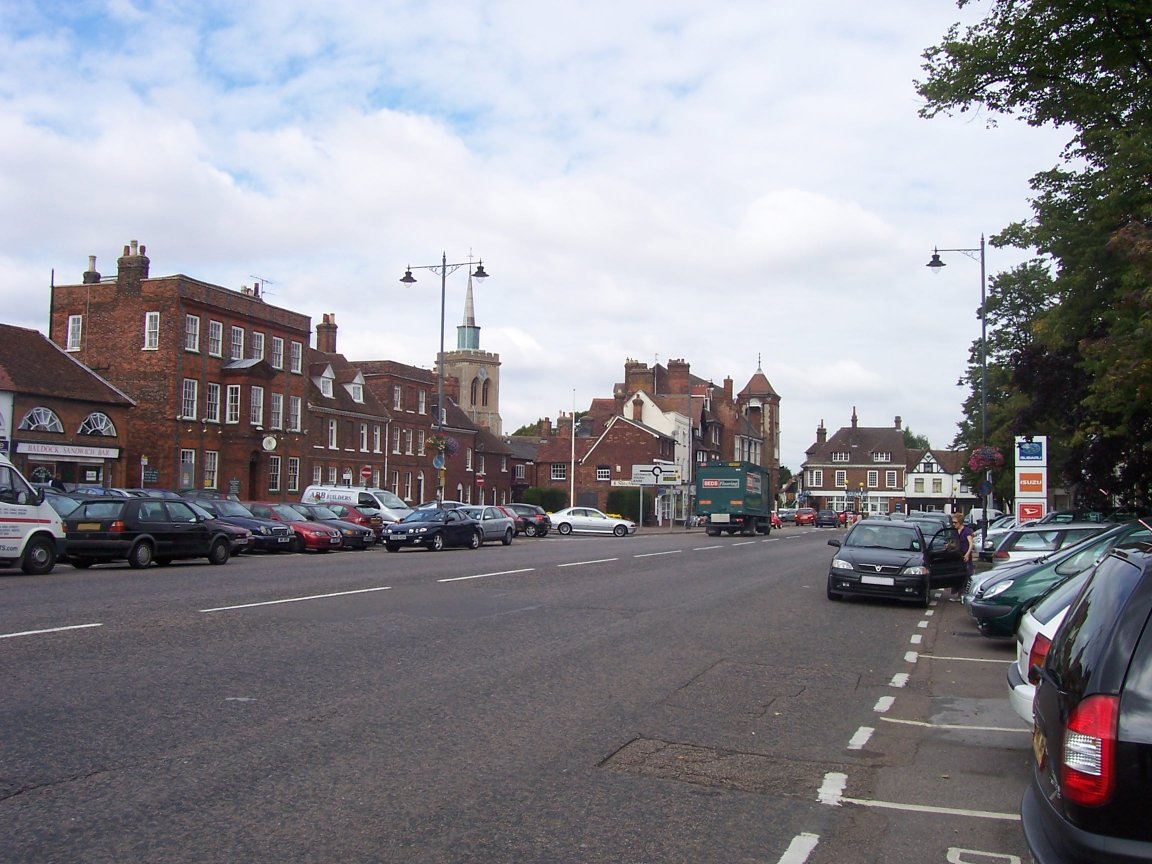
Strada principală

Baldock este un oraș în comitatul Hertfordshire, regiunea East of England, Anglia. Orașul se află în districtul North Hertfordshire.